# Ljubno
Ljubno (in tedesco Laufen) è un comune di 2 685 abitanti della Slovenia settentrionale. È un piccolo centro alla confluenza del torrente Ljubno nel fiume Savinja, dove la valle di quest'ultimo comincia a stringersi.

## Storia
Nominato per la prima volta nel 1274 come borgo e nel 1424 come centro commerciale.  L'abbondante legname delle foreste circostanti veniva lavorato nelle segherie, e poi sistemato su zattere che scendevano lungo i fiumi Sava e Savinja. A ricordo di questa attività si svolge ogni anno una gara tra boscaioli nell'ambito di una festa delle zattere.

## Monumenti e luoghi d'interesse
- Sv. Elizabeta. La chiesa parrocchiale è in stile tardo-romancio con presbitero del XV secolo.
- Sv. Frančišek Ksaver. Importante santuario eretto tra il 1721 e il 1725 posto in località Radmirje.

## Sport
Stazione sciistica specializzata nello sci nordico, è attrezzata con il trampolino Logarska dolina.